# Josef März (Unternehmer)
Josef März (* 26. Juli 1925; † 12. April 1988 in Rosenheim) war ein deutscher Unternehmer. Von Rosenheim aus baute er den gleichnamigen Getränke- und Nahrungsmittelkonzern auf.

## Geschäftlicher Aufbau und Blütezeit
Josef März besuchte in Rosenheim das Gymnasium und studierte später Jura. Bereits 1948 trat er in das Milchgeschäft, die Molkerei Gebr. März, seines Vaters Willi senior ein. Die Anfänge bestanden aus einer kleinen Molkerei mit angeschlossenem Milchgeschäft. Anschließend bauten Josef und seine Brüder Andreas und Willi junior das Geschäft aus und stiegen in den Großhandel mit Milchprodukten ein. In den 1960er Jahren wurden die Geschäftsaktivitäten durch die Übernahme des Rosenheimer Schlachthofs ausgeweitet. Mit der Gründung der Marox GmbH erfolgte der Einstieg in die Fleischverarbeitung. Später gehörten hierzu weitere Produktionsstätten in München und Pfaffenhofen sowie im Ausland in Frankreich, Griechenland und Togo. Über den Viehhandel wurden intensive Geschäftsbeziehungen in Afrika aufgebaut. Anfang der 1970er Jahre wurde die Marox Afrique in Togo gegründet und 1974 dort eine Brauerei übernommen. Dies war der Anfang eines wachsenden Bierbraugeschäfts. In den 1980er Jahren wurden die Brauereien EKU, Henninger, Bavaria-St Pauli, Brau AG und Jever mehrheitlich erworben. Die Gruppe wuchs dadurch zum zweitgrößten Brauereikonzern in Deutschland. In den 1970er und verstärkt in den 1980er Jahren wurde der Viehhandel mit der DDR ausgebaut. Dies führte zu einem engen Kontakt zwischen März und dem Leiter der DDR-Behörde für Kommerzielle Koordinierung, Alexander Schalck-Golodkowski.

## Politische Beziehungen
Josef März und Franz Josef Strauß, der ebenfalls aus einer Metzgersfamilie stammte, kannten und befreundeten sich seit den 1960er Jahren. März war zeitweilig stellvertretender Vorsitzender des Wirtschaftsbeirates der CSU sowie auch Bezirksschatzmeister der Partei von Oberbayern. Gemeinsam mit Strauß pflegte er gute Kontakte zum togolesischen Präsidenten Etienne Eyadéma, einem ehemaligen General, der 1967 durch einen Staatsstreich an die Macht gelangt war und dem von Amnesty International Menschenrechtsverletzungen vorgeworfen werden.
Nachdem Josef März Strauß mit Schalck-Golodkowski bekannt machte, veranlasste Strauß 1983 die Gewährung von zwei Milliardenkrediten durch ein westdeutsches Bankenkonsortium an die DDR.
März fungierte als Mittelsmann, Gastgeber und Kurier bei den Kontakten zwischen München und Ost-Berlin. Das Gut Spöck (Gemeinde Söchtenau), Gästehaus der Familie März, diente als diskreter Treffpunkt. Vor diesem Hintergrund entwickelten sich auch die Fleischimporte der Marox Firmengruppe aus der DDR sehr erfolgreich, die zudem für März sehr margenträchtig waren.
Josef März war außerdem Sponsor des Eishockeyclubs Sportbund Rosenheim (heute Starbulls Rosenheim), dieses Engagement trug wesentlich zu drei Titelgewinnen (1982, 85 und 89) bei.

## Tod und Niedergang des Konzerns
Im April 1988 starb Josef März. Seine beiden Brüder Andreas und Willi übernahmen die Unternehmensführung. Sie brachten den Konzern unter dem Namen Gebr. März AG im Jahr 1991 an die Börse. Die Unternehmensexpansion wurde durch den Erwerb einer Drittelbeteiligung an dem Hauptwettbewerber Moksel sowie durch weitere Unternehmenszukäufe im Nahrungsmittelbereich (unter anderem Heinrichsthaler Milchwerke) fortgesetzt. 1992 wurde ein Jahresumsatz von 2,14 Mrd. DM erzielt, der Konzern zählte rund 80 Tochtergesellschaften und es wurden über 6000 Mitarbeiter beschäftigt. Das Wachstum war allerdings im Wesentlichen fremdfinanziert, außerdem brach nach der Wiedervereinigung das lukrative Geschäft mit der DDR weg. Das Unternehmen geriet nachhaltig in die roten Zahlen. Die Familie musste sich auf Drängen der Gläubiger von der Geschäftsführung zurückziehen, um eine Sanierung zu ermöglichen. Schließlich wurde am 11. März 1996 Vergleich wegen Zahlungsunfähigkeit beantragt, dem mangels Masse der Konkurs folgte. Das Unternehmen wurde im Zuge der Sanierungsbemühungen und danach als Folge des Konkurses komplett zerschlagen.